# Brian Bunting
Brian Percy Bunting (* 9. April 1920 in Johannesburg; † 18. Juni 2008 in Kapstadt) war ein südafrikanischer Politiker und Journalist. Er war ein führendes Mitglied der Südafrikanischen Kommunistischen Partei (SACP) und Chefredakteur zahlreicher oppositioneller Zeitungen. Zusammen mit seiner Frau Sonia Bunting war er auch im britischen Exil politisch aktiv.

## Leben
Brian Bunting wurde als Sohn von Sidney Bunting geboren, einem Mitbegründer der Communist Party of South Africa (CPSA, später SACP), seine Mutter war Rebecca Bunting. Bereits mit 15 Jahren erlangte er sein Matric an der Jeppe High School; 1939 graduierte er von der Witwatersrand-Universität in Johannesburg mit einem Bachelor of Arts. In dieser Zeit wurde er zum Präsidenten des Wits Student Representative Council gewählt. Er arbeitete fortan in Nachtschichten als sub-editor bei der Rand Daily Mail und den Sunday Times und erlangte 1940 zeitgleich den Abschluss B.A. (Hon). Im selben Jahr trat er der CPSA bei. Er erlebte ab 1942 den Zweiten Weltkrieg als Offizier im Nachrichtendienst in Nordafrika und Italien und wurde 1946 Chefredakteur (chief editor) des südafrikanischen Guardian. Gleichzeitig war er in führender Position in der Springbok Legion für ehemalige Soldaten tätig. Die Position des Chefredakteurs hatte er auch bei mehreren Nachfolgezeitungen inne, unter anderem bei New Age.
1946 wurde Bunting in das Distrikt-Komitee der CPSA in Johannesburg gewählt, später wurde er Mitglied des Zentralkomitees der Partei. Wegen seiner angeblichen Beteiligung am Bergarbeiterstreik 1946 wurde er festgenommen; die Anklage wurde aber fallengelassen. 1952 bis 1953 war er in der Nationalversammlung Vertreter der Schwarzen des Cape Western District, bereits 1952 wurde er jedoch infolge des Suppression of Communism Act gebannt. 1960 wurde er erneut inhaftiert, 1962 unter Hausarrest gestellt. Im selben Jahr wurde New Age verboten. Er durfte auch nicht für die Zeitung The Spark schreiben und ging nach London ins Exil. Dort arbeitete er mit Yusuf Dadoo zusammen, verfasste ein Buch und traf sich mit anderen exilierten Südafrikanern, unter anderem Thabo Mbeki. In den 1980er Jahren gab er die Zeitschrift The African Communist heraus.
1991 kehrte er mit seiner Frau Sonia nach Südafrika zurück, wo er bei den Wahlen 1994 auf der Liste des African National Congress antrat und erneut ein Abgeordnetenmandat erhielt.
Brian Bunting war mit Sonia Bunting, geborene Isaacman, verheiratet, mit der er drei Kinder hatte.

## Werke
- The Rise of the South African Reich. Penguin, London 1964.
- Moses Kotane – South African revolutionary: a political biography. Inkukuleko Publishers, London 1975, ISBN 0950422509.

## Ehrungen
- 1970: Jubiläumsmedaille „Zum Gedenken an den 100. Geburtstag von Wladimir Iljitsch Lenin“[1]
- 1998: Moses-Kotane-Preis der SACP (Erstverleihung)[1]
- 2003: Satyagraha Outstanding Community Service Award[1]
- 2009: Order of Luthuli in Silber (postum)[2]